# Кокозецький сільський округ
Кокозе́цький сільський округ (каз. Көкөзек ауылдық округі, рос. Кокозекский сельский округ) — адміністративна одиниця у складі Урджарського району Абайської області Казахстану. Адміністративний центр та єдиний населений пункт — село Кокозек.
Населення — 1101 особа (2021; 1413 у 2009, 1731 у 1999, 2024 у 1989).
Станом на 1989 рік існувала Іриновська сільська рада (село Іриновка). До 1998 року округ називався Іриновським.